# كيفن كوغان
كيفن كوغان (بالإنجليزية: Kevin Cogan)‏ هو سائق فورمولا 1 أمريكي، ولد في 31 مارس 1956 في كولفر سيتي في الولايات المتحدة.